# Вучкович, Боян
Боян Вучкович (род. 12 сентября 1980, Белград) — сербский шахматист, гроссмейстер (2001).
Участник 3-х Олимпиад: в 2000 году за Югославию и в 2008—2010 годах за Сербию.
Международный гроссмейстер по решению шахматных композиций с 2008 года.

## Изменения рейтинга
| Графики недоступны из-за технических проблем. См. информацию на Фабрикаторе и на mediawiki.org. |